# Janet Jagan

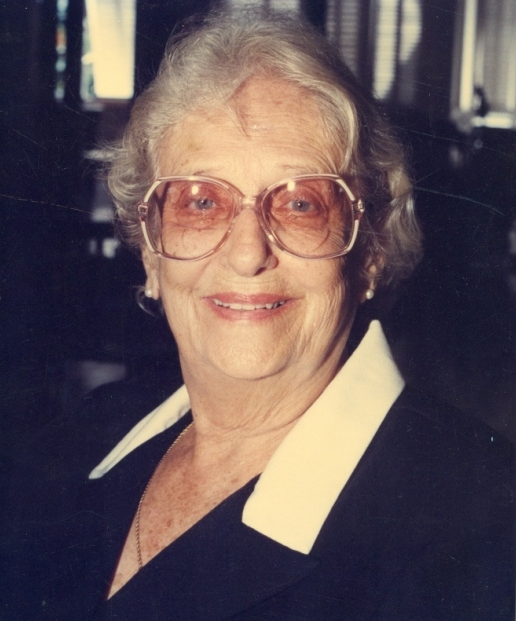
Janet Jagan

Janet Jagan, geb. Rosenberg, (* 20. Oktober 1920 in Chicago, Illinois; † 28. März 2009 in Georgetown, Guyana) war eine guyanische Politikerin, Staatspräsidentin Guyanas  und Schriftstellerin.

## Leben
Janet Jagan stammte aus einer aus Ungarn und Rumänien in die USA eingewanderten Familie. Sie wurde Krankenschwester und lernte Cheddi Jagan kennen, der damals an der Northwestern University Zahnmedizin und Kieferchirurgie studierte. 1943 heirateten sie und zogen im selben Jahr in Cheddi Jagans Heimat, nach Britisch-Guayana. Sie unterstützte ihren Mann in seinem Kampf für gesellschaftliche Reformen und die Unabhängigkeit der Kolonie. Von 1950 bis 1970 war sie Generalsekretärin der People's Progressive Party (PPP). 1953 war sie eine der drei ersten Frauen, die in das Parlament (House of Assembly) von Britisch-Guayana gewählt wurde. Von 1957 bis 1964 war sie Ministerin für Arbeit und Gesundheit in der Regierung ihres Mannes. Ab 1976 war sie erneut Parlamentsmitglied.
Im Jahre 1997 war sie kurzzeitig Premierministerin und vom 19. Dezember 1997 bis 11. August 1999 Staatspräsidentin von Guyana.
Daneben war Janet Jagan als Schriftstellerin tätig und veröffentlichte mehrere Kinderbücher sowie ein Buch über die Geschichte der PPP.

## Schriften
- History of the P.P.P. 1963
- Army intervention in the 1973 elections in Guyana. 1974
- When Grandpa Cheddi Was a Boy and Other Stories. 1994
- Patricia the Baby Manatee and Other Stories. 1995
- Children's stories of Guyana's freedom struggles. 1995
- Anastasia the Anteater and Other Stories. 1997
- The Dog Who Loved Flowers. 2001